# Lucía Haro
Lucía Haro (nascida em 21 de agosto de 1986) é uma handebolista argentina. Integrou a seleção argentina feminina que ficou na décima segunda posição nos Jogos Olímpicos de Verão de 2016 no Rio de Janeiro. Atua como lateral esquerda e joga pelo clube Unión Eléctrica. Competiu pela Argentina no Campeonato Mundial de Handebol Feminino de 2011, no Brasil. Foi medalha de prata nos Jogos Pan-Americanos de 2011 e 2015, além de prata no Campeonato Pan-Americano de Handebol Feminino de 2015.